# Résolution 1999 du Conseil de sécurité des Nations unies
Membres permanents
- Chine
- États-Unis
- France
- Royaume-Uni
- Russie

Membres non permanents
- Afrique du Sud
- Allemagne
- Bosnie-Herzégovine
- Brésil
- Colombie
- Gabon
- Inde
- Liban
- Nigéria
- Portugal

Résolution no 1998 Résolution no 2000
La résolution 1999 est une résolution du Conseil de sécurité des Nations unies adoptée sans vote le 13 juillet 2011, dans sa 6582e séance, concernant le Soudan du Sud et qui recommande à l'Assemblée générale des Nations unies d'admettre ce pays comme nouveau membre.

## Vote
La résolution a été adoptée sans vote.

## Contexte historique
À la suite de cette résolution ce pays est admis à l'ONU.

## Texte
- Résolution 1999 Sur fr.wikisource.org
- Résolution 1999 Sur en.wikisource.org